# Łotewskie Zjednoczenie Regionów
Łotewskie Zjednoczenie Regionów (łot. Latvijas Reģionu apvienība) – łotewskie ugrupowanie polityczne o profilu centrowym.
Łotewskie Zjednoczenie Regionów powstało 13 marca 2014 z połączenia dwóch regionalnych formacji – Sojuszu Regionów i Partii Vidzeme. Jego liderem został Mārtiņš Bondars. W maju tegoż roku ugrupowanie wystartowało w wyborach europejskich, otrzymując niespełna 2,5% głosów. W październiku 2014 zjednoczenie zadebiutowało w wyborach parlamentarnych, uzyskało 6,7% głosów i 8 mandatów w Saeimie XII kadencji. W 2017 nową przewodniczącą partii została Nellija Kleinberga. W październiku 2018 w kolejnych wyborach krajowych ugrupowanie z wynikiem 4,1% głosów znalazło się poza parlamentem. W 2019 na czele zreorganizowanych struktur LRA stanął Edvards Smiltēns. W tym samym roku partia nie uzyskała żadnych mandatów w wyborach do PE.
W czerwcu 2022 Łotewskie Zjednoczenie Regionów wraz z Partią Lipawską oraz Łotewską Partią Zielonych utworzyło Zjednoczoną Listę (AS), celem wspólnego startu w wyborach parlamentarnych w tym samym roku. W głosowaniu koalicja zajęła 3. miejsce, otrzymując 11% głosów i 15 mandatów w Sejmie XIV kadencji (kilka z nich przypadło przedstawicielom LRA). Współtworzony przez LRA sojusz dołączył do koalicji rządowej, a lider zjednoczenia został nowym przewodniczącym parlamentu. We wrześniu 2023 ugrupowanie przeszło do opozycji.